# Hydrotaea villosa
Hydrotaea villosa är en tvåvingeart som beskrevs av Stein 1904. Hydrotaea villosa ingår i släktet Hydrotaea och familjen husflugor.
Artens utbredningsområde är Colombia. Inga underarter finns listade i Catalogue of Life.